# Popis medija Tekkena
Tekken je serijal borilačkih videoigara koje je razvila tvrtka Namco, a objavljivio Namco Bandai Games. Serijal je debitirao 1994. godine kao arkadna verzija Tekkena. Serijal je jedan od najprodavanijih iz svog žanra, te je Namcova najprodavanija franšiza s preko 40 milijuna prodanih primjeraka. Također je 30. najprodavanija franšiza svih vremena. Radnje igara se odvijaju u fiktivnom svijetu, te prati priču koja se uključuje u godišnje borilačko natjecanje zvano The King of Iron Fist Tournament koje je organizirala korporacija Mishima Zaibatsu, vlasnika Heihachija Mishime. Natjecatelji se bore za kontrolu korporacije i novac. Naslovi Tekkena su obično objavljivani u arkadama, prije nego što se objave na igraće konzole godinu dana kasnije. Serijal se uglavnom objavljuje na PlayStation konzolama. Stripovi, filmovi i glazba se također objavljuju, a neki od likova iz serijala gostuju na drugim videoigrama.

## Videoigre

### Glavne serije
| Igra     | Nadnevci objavljivanja                                                                            | Platforme                                                                                            | Bilješke                                            | Izvori                             |
| -------- | ------------------------------------------------------------------------------------------------- | --- | --------------------------------------------------- | ---------------------------------- |
| Tekken   | (JP) 31. ožujka 1995. (SA) 8. studenog 1995. (EU) studeni 1995.                                   | 1995. - PlayStation                                                                                  | Originalno objavljen kao arkadna igra 1994. godine. | [ 2 ] [ 3 ] [ 4 ] [ 5 ] [ 6 ]      |
| Tekken 2 | (JP) 29. ožujka 1996. (SA) 25. kolovoza 1996. (EU) listopad 1996.                                 | 1996. - PlayStation 2006. - PlayStation 3 (SA), PlayStation Portable (SA) 2009. - Zeebo (BR)         | Originalno objavljen kao arkadna igra 1995. godine. | [ 7 ] [ 8 ] [ 9 ] [ 10 ] [ 11 ]    |
| Tekken 3 | (JP) 26. ožujka 1998. (SA) 29. travnja 1998. (EU) rujan 1998.                                     | 1998. - PlayStation                                                                                  | Originalno objavljen kao arkadna igra 1997. godine. | [ 12 ] [ 13 ] [ 14 ] [ 15 ] [ 16 ] |
| Tekken 4 | (JP) 28. ožujka 2002. (EU) 13. rujna 2002. (SA) 23. rujna 2002.                                   | 2002. - PlayStation 2                                                                                | Originalno objavljen kao arkadna igra 2001. godine. | [ 17 ] [ 18 ] [ 19 ] [ 20 ] [ 21 ] |
| Tekken 5 | (SA) 24. veljače 2005. (JP) 31. ožujka 2005. (AZ) 1. svibnja 2005. (EU) 24. lipnja 2005.          | 2005. - PlayStation 2                                                                                | Originalno objavljen kao arkadna igra 2004. godine. | [ 22 ] [ 23 ] [ 24 ] [ 25 ] [ 26 ] |
| Tekken 6 | (SA) 27. listopada 2009. (JP) 29. listopada 2009. (EU) 30. listopada 2009. (AU) 5. studenog 2009. | 2009. - PlayStation 3, Xbox 360, PlayStation Portable (SA, EU, AU) 2010. - PlayStation Portable (JP) | Originalno objavljen kao arkadna igra 2007. godine. | [ 27 ] [ 28 ] [ 29 ] [ 30 ] [ 31 ] |

### Serije sljednice
| Igra                     | Nadnevci objavljivanja                                                              | Platforme                                                       | Bilješke | Izvori                             |
| ------------------------ | ----------------------------------------------------------------------------------- | --------------------------------------------------------------- | --- | ---------------------------------- |
| Tekken Card Challenge    | (JP) 17. lipnja 1999.                                                               | 1999. - WonderSwan                                              | Objavljeno samo u Japanu. | [ 32 ] [ 33 ]                      |
| Tekken Tag Tournament    | (JP) 30. ožujka 2000. (SA) 25. listopada 2000. (EU) 24. studenog 2000.              | 2000. - PlayStation 2                                           | Originalno objavljen kao arkadna igra 1999. godine. | [ 34 ] [ 35 ] [ 36 ] [ 37 ] [ 38 ] |
| Tekken Advance           | (JP) 21. prosinca 2001. (SA) 28. siječnja 2002. (EU) 29. ožujka 2002.               | 2001. - Game Boy Advance (JP) 2002. - Game Boy Advance (SA, EU) | Igra je objavljena samo na Game Boy Advanceu. | [ 39 ] [ 40 ]                      |
| Death by Degrees         | (JP) 27. siječnja 2005. (SA) 8. veljače 2005. (EU) 15. travnja 2005.                | 2005. - PlayStation 2                                           | Akcijska avantura u kojoj glumi Nina Williams. | [ 41 ] [ 42 ]                      |
| Tekken 3D: Prime Edition | (SA) 14. veljače 2012. (JP) 16. veljače 2012. (EU) 17. veljače 2012.                | 2012. - Nintendo 3DS                                            | Igra je objavljena samo u 3D tehnologiji. | [ 43 ] [ 44 ]                      |
| Street Fighter X Tekken  | (SA) 6. ožujka 2012. (JP) 8. ožujka 2012. (EU) 9. ožujka 2012.                      | 2012. - PlayStation 3, Xbox 360, PC, PlayStation Vita           | Igra razvijena od Capcoma, te sadrži likove iz Street Fightera i Tekkena. | [ 45 ] [ 46 ]                      |
| Tekken Tag Tournament 2  | (AU) 10. rujna 2012. (SA) 11. rujna 2012. (JP) 13. rujna 2012. (EU) 14. rujna 2012. | 2012. - PlayStation 3, Xbox 360, Wii U                          | Originalno objavljen kao arkadna igra 2011. godine. | [ 47 ] [ 48 ] [ 49 ]               |
| Tekken X Street Fighter  | bit će objavljeno.                                                                  | PlayStation 3, Xbox 360                                         | Igra razvijena od Namcoa, te sadrži likove iz Tekkena i Street Fightera. Ovaj put igra će biti dizajnirana kao Tekken igra, a ne kao Street Fighter igra, tj. bit će u 3D-u, a ne 2D-u. | [ 50 ]                             |

### Prerade i dopune
| Igra                               | Nadnevci objavljivanja                                                               | Platforme                                                                           | Bilješke | Izvori        |
| ---------------------------------- | ------------------------------------------------------------------------------------ | ----------------------------------------------------------------------------------- | --- | ------------- |
| Tekken 5: Dark Resurrection        | (JP) 6. srpnja 2006. (SA) 25. srpnja 2006. (EU) 15. rujna 2006. (AU) 21. rujna 2006. | 2006. - PlayStation Portable, PlayStation 3 (JP) 2007. - PlayStation 3 (NA, EU, AU) | Originalno objavljen kao arkadna igra u Japanu 2005. godine i u Sjevernoj Americi 2006. godine.                                | [ 51 ] [ 52 ] |
| Tekken 5: Dark Resurrection Online | (JP) 1. kolovoza 2007. (SA) 30. kolovoza 2007.                                       | 2007. - PlayStation 3 (PlayStation Network)                                         | Online verzija Tekkena 5: Dark Resurrection.                                                                                   | [ 53 ] [ 54 ] |
| Tekken 6: Bloodline Rebellion      | (JP) 18. prosinca 2008. (SA) 18. prosinca 2008.                                      | 2008. - PlayStation 3                                                               | Originalno objavljen kao arkadna igra 2007. godine.                                                                            | [ 55 ]        |
| Tekken Hybrid                      | (SA) 22. studenog 2011. (EU) 25. studenog 2011. (JP) 1. prosinca 2011.               | 2011. - PlayStation 3                                                               | Disk se sastoji od HD verzije Tekken Tag Tournamenta, prolog verzije Tekken Tag Tournamenta 2 i filma Tekken: Blood Vengeance. | [ 56 ]        |

## Vanjske poveznice
- Mediji - Tekkenpedia  Arhivirana inačica izvorne stranice od 23. kolovoza 2012. (Wayback Machine)
- Mediji - Tekken Wiki